# Бой у мыса Мерсрагс
Бой у мыса Мерсрагс — морской бой между отрядом кораблей Балтийского флота и конвоем кригсмарине, произошедший 21 августа 1941 года в Рижском заливе у мыса Мерсрагс в ходе Великой Отечественной войны.

## Ход боя
20 августа 1941 года авиаразведкой КБФ в районе Вентспилса был обнаружен немецкий конвой в составе трёх больших судов, буксировавших по две баржи в охранении сторожевого корабля. На перехват конвоя в 4:30 21 августа из Рохукюля двинулись эсминцы «Суровый» (командир капитан 2 ранга В. Ф. Андреев) и «Артём» (командир старший лейтенант А. Б. Сей), которые должны были быть наведены на противника авиацией и нанести по нему удар в Ирбенском проливе. Однако воздушная разведка целей в предполагаемом месте не обнаружила. В сложившейся обстановке командир отряда капитан 2 ранга С. Д. Солоухин, державший флаг на эсминце «Суровый», приказал развить полный ход и идти в направлении Усть-Двинска, а оттуда начать поиск вражеских кораблей вдоль западного побережья Рижского залива.
Эсминцы дошли до рижского буя, а затем повернули в сторону мыса Мерсрагс. В 11:39 на дистанции 95-100 кабельтовых был обнаружен конвой противника в составе двух транспортов, моторной шхуны и шести катеров, шедших на скорости 8 узлов. Эсминцы немедленно начали сближение с врагом. Командующий отрядом приказал «Артёму» атаковать головной транспорт, а «Суровому» — второй, шхуну обстреливать не стали. По сигналу флагмана эсминцы сблизились с конвоем до 50 кабельтовых и легли на параллельный врагу курс.
В 11:52 по конвою был открыт артиллерийский огонь. В ответ головной транспорт также открыл огонь. Эсминец «Артём» перешёл на поражение цели с девятого залпа, добившись попаданий на третьей минуте боя, после чего огонь с головного транспорта прекратился. Транспорт накренился на правый борт и повернул в сторону берега. Через 6 минут с момента начала боя эсминец «Суровый» добился попадания в другой транспорт, который начал погружаться и также повернул к берегу. Чтобы защитить транспорты, охранявшие конвой сторожевые катера начали постановку дымовой завесы, сблизились с эсминцами и попали под их сосредоточенный огонь, однако позволили транспортам скрыться. К 12:10 дым полностью скрыл конвой.
Не желая упустить врага, флагман приказал обойти дымовую завесу. В 12:21 визуальный контакт с противником был восстановлен. Эсминцы вновь открыли огонь по транспортам. Наблюдались регулярные попадания. Головной транспорт шёл с сильным креном, второй осел ниже ватерлинии. Шхуна выбросилась на берег.
Однако в 12:25 в небе появились самолёты Люфтваффе, которые немедленно атаковали эсминцы. Кроме того, одновременно с авиацией открыла огонь немецкая батарея на мысе Мерсрагс. В сложившейся обстановке флагман отдал приказ о возвращении на базу и в 12:26 отряд повернул на обратный курс. Атаки самолётов продолжались до 14:30, было сброшено 64 бомбы. Эсминец «Артём» получил повреждения левой турбины, было убито 6 и ранено 12 членов экипажа.
За время боя «Суровый» израсходовал 145 130-миллиметровых снарядов, «Артём» — 133 102-миллиметровых снаряда.

## Итоги боя
По советским данным, в бою было уничтожен два транспорта противника, а также два сторожевых катера, кроме того моторная шхуна выбросилась на берег. Официально подтвердить или опровергнуть эти данные не представляется возможным. Некоторые исследователи, такие как Юрг Майстер, считают, что перехват конвоя окончился неудачей, не указывая, понесли ли стороны потери. Другие же, например А. А. Чернышев, считают, что транспорты не затонули, но получили серьёзные повреждения, при этом были потоплены два сопровождающих конвой сторожевых катера. А по мнению А. В. Платонова, немецкий конвой вообще не понёс потерь.
Необходимо отметить грамотно организованный советской стороной поиск конвоя при недостаточных разведывательных данных, увенчавшийся полным успехов. Однако в ведении самого боя обнаружено немало недостатков, главными из которых являются ведение огня на слишком большой дистанции и нежелание сблизиться с противником, что позволило врагу вызвать авиацию. В сложившейся обстановке было целесообразно сразу же сблизиться с конвоем для его полного и скорейшего уничтожения.
Необходимо также отметить, что данная операция была последней попыткой перехвата конвоев противника на Балтике с помощью эсминцев. В дальнейшем борьбу с судоходством вели только торпедные катера.